# يي
يي (بالإنجليزية: Yii)‏ هو إطار عمل (framework) لتطبيقات الويب مفتوح المصدر، يستخدم نمط MVC، ويستعمل في برمجة المواقع بلغة PHP.

## تاريخ
بدأت يي كمحاولة لإصلاح العيوب المتصورة لإطار PRADO: المعالجة البطيئة للصفحات المعقدة ، ومنحنى التعلم الحاد وصعوبة تخصيص العديد من عناصر التحكم.  في أكتوبر 2006 ، بعد عشرة أشهر من التطوير ، تم إصدار أول إصدار ألفا من يي ، يليه الإصدار الرسمي 1.00 في ديسمبر 2008

## الميزات
تتضمن ميزات يي ما يلي:
- نموذج تصميم وحدة التحكم في عرض الطراز (MVC).
- إنشاء مواصفات خدمة WSDL المعقدة وإدارة معالجة طلبات خدمة الويب.
- تدويل وتوطين (I18N و L10N) ، يشمل ترجمة الرسائل وتنسيق التاريخ والوقت وتنسيق الأرقام وتوطين الواجهة.
- مخطط التخزين المؤقت ذو الطبقات ، والذي يدعم التخزين المؤقت للبيانات ، وتخزين الصفحة مؤقتًا ، وتخزين الأجزاء مؤقتًا والمحتوى الديناميكي. يمكن تغيير وسيط التخزين المؤقت.
- معالجة الخطأ وتسجيل . يمكن تصنيف رسائل السجل وتصفيتها وتوجيهها إلى وجهات مختلفة.
- تتضمن إجراءات الأمان منع البرمجة النصية عبر المواقع (XSS) وتزوير الطلبات عبر المواقع (CSRF) والتلاعب بملفات تعريف الارتباط .
- اختبار الوحدات والوظائف على أساس PHPUnit وSelenium .
- إنشاء رمز تلقائي لتطبيق الهيكل العظمي ، وتطبيقات CRUD ، من خلال أداة Gii.
- يتوافق الرمز الذي تم إنشاؤه بواسطة مكونات يي وأدوات سطر الأوامر مع معيار XHTML .
- مصمم للعمل بشكل جيد مع كود الطرف الثالث. على سبيل المثال ، من الممكن تضمين رمز من PEAR أو Zend Framework.

## تاريخ النسخة
| اللون | المعنى                     |
| ----- | -------------------------- |
| أحمر  | نسخة قديمة لم تعد مدعومة   |
| أصفر  | نسخة قديمة, لا تزال مدعومة |
| أخضر  | النسخة الحالية             |
| أزرق  | الإصدار المستقبلي          |

| الإصدار | تاريخ الإصدار    | نهاية التعديل والصيانة | المتطلبات          |
| ------- | ---------------- | ---------------------- | ------------------ |
| 1.0     | December 3, 2008 | December 31, 2010      | PHP 5.1.0 or above |
| 1.1     | January 10, 2010 | December 31, 2016      | PHP 5.1.0 or above |
| 2.0     | October 12, 2014 | TBD                    | PHP 5.4.0 or above |
| 3.0     | TBD              | TBD                    | PHP 7.4.0 or above |

## ملحقات
يتضمن مشروع يي مستودعًا للإضافات التي يساهم بها المستخدم:
كانت هناك أيضًا مكتبة ملحق رسمية ، zii ، تم دمجها في النهاية مع الإطار الأساسي ؛ تم تجميعه في كل إصدار منذ الإصدار 1.1.0 من يي ، ويتضمن سلوكيات وأدوات إضافية ، مثل الشبكات.

## توثيق
يأتي يي مع مجموعة من الوثائق الرسمية ، مثل برنامج تعليمي لتطوير تطبيق مدونة بسيط ، ودليل يعطي وصفًا لكل ميزة ومرجع فئة يعطي كل التفاصيل حول الخصائص والأساليب والأحداث.
هناك أيضًا وثائق يساهم بها المستخدم ، ومعظمها متاح في ويكي على الموقع الرسمي.

## وصلات خارجية
- يي على موقع Open Hub (الإنجليزية)
- يي على موقع SourceForge (الإنجليزية)
- الموقع الرسمي